# Wilhelm Schink
Wilhelm Schink (* 10. Juni 1916 in Berlin; † 12. März 2004) war ein deutscher Chirurg und Hochschullehrer in Köln.

## Leben
Wilhelm Schinks Vater war ein Kirchenmusikdirektor. Nach dem Abitur und dem Reichsarbeitsdienst studierte er an der Friedrich-Wilhelms-Universität zu Berlin und der Albertus-Universität Königsberg Medizin. 1939 in Berlin approbiert, begann er die chirurgische Ausbildung bei Erwin Gohrbandt. Er wurde im selben Jahr zum Heer (Wehrmacht) eingezogen und bis 1945 als Truppenarzt in Russland, Italien und Frankreich eingesetzt. Mit einer Doktorarbeit bei Ferdinand Sauerbruch wurde er 1941 zum Dr. med. promoviert. Für sein Engagement bei der Rettung und Versorgung Verwundeter erhielt er das Eiserne Kreuz. Nach kurzer amerikanischer Kriegsgefangenschaft und landärztlicher Tätigkeit in Obergangkofen setzte er die chirurgische Ausbildung bei Nicolai Guleke in Jena fort. Bei dem Guleke 1951 nachfolgenden Heinrich Kuntzen habilitierte er sich 1954.
Von Rudolf Zenker eingeladen, ging Schink 1955 an die chirurgische Klinik der Philipps-Universität Marburg. Mit Zenker wechselte er 1958 an die Klinik der Ludwig-Maximilians-Universität München in der Nußbaumstraße. Er folgte Zenkers Rat und befasste sich mit den Verletzungen und Erkrankungen der Hand. 1960 zum außerplanmäßigen. Professor ernannt, folgte Schink 1963 dem Ruf der Universität zu Köln auf den Lehrstuhl für Chirurgie II. Im Städtischen Krankenhaus Köln-Merheim war er damit Nachfolger von Georg Heberer. Nach Ausbildung und Neigung war Schink sowohl Allgemein- und Unfallchirurg als auch Urologe. Sein besonderes Interesse an der Handchirurgie führte dazu, dass sie durch seine Ernennung zum Lehrstuhlinhaber erstmals an einer Universität betrieben und dadurch Diese institutionelle Aufwertung und Schinks klinischen Erfolge fanden Nachahmung und Verbreitung. Mit Zenker und Franz Deucher war er Begründer und Herausgeber der seinerzeit neuartigen Chirurgie der Gegenwart, einer Operationslehre als Loseblattsammlung. Ergänzungslieferungen sollten den Abonnenten die Aktualisierung erleichtern. Mit Dieter Buck-Gramcko, Hanno Millesi und anderen Kollegen förderte Schink die Etablierung der Handchirurgie in Deutschland. Früh erkannte er die Bedeutung der Mikrochirurgie. Das Operationsmikroskop wurde bereits Mitte der 1960er Jahre angeschafft und neben der Lupenbrille regelmäßig für Gefäß- und Nervennähte eingesetzt. Zu Beginn der Replantationschirurgie wurden 1976 und 1977 insgesamt 22 Gliedmaßen replantiert. Schink betreute von 1961 bis 1983 zahlreiche Dissertationen und 12 Habilitationen. 1967/68 war er Dekan der Medizinischen Fakultät der Kölner Universität. Verheiratet war Schink seit der Kriegszeit mit der Gynäkologin Brigitte Iwer, Oberärztin der Universitätsklinik für Gynäkologie und Geburtshilfe an der FU Berlin. Die Tochter Annette wurde ebenfalls Ärztin.
Im letzten Jahr seiner Dienstzeit überstand er einen Herzinfarkt. Als akademischer Lehrer war er von der „Grenzenlosigkeit unseres Nichtwissens“ überzeugt. Schink war Rotarier. Nach der Emeritierung lebte er wie zu seiner Münchner Zeit wieder in Icking.

„Der Mensch erwirbt sich das tägliche Brot durch die Arbeit seiner Hände; sie sind ihm das wertvollste Werkzeug. Dem Geiste gefügig, setzten die Hände unsere Gedanken in die Tat um; und als Sinnesorgane vermitteln sie dem tastenden Blinden den Kontakt zur Umwelt. So zeichnen Greiffähigkeit und Tastvermögen die menschliche Hand aus. Beide Eigenschaften zu erhalten oder wiederherzustellen, ist Aufgabe der Handchirurgie.“

## Ehrungen
- Ehrenmitglied der Vereinigung Niederrheinisch-Westfälischer Chirurgen (1983)
- Johann-Friedrich-Dieffenbach-Büste der Deutschen Gesellschaft für Unfallchirurgie (1990)

## Veröffentlichungen (Auswahl)
- Handchirurgischer Ratgeber. 1960.
- als Hrsg. mit anderen: Chirurgie der Gegenwart-